# Kudriwka
Kudriwka (ukr. Кудрівка) – wieś na Ukrainie, w obwodzie czernihowskim, w rejonie koriukowskim, w hromadzie Sośnica. W 2001 liczyła 1006 mieszkańców.
Pierwsza wzmianka o miejscowości pochodzi z roku 1672.